# Pub crawl
Pub crawl ist eine englische Bezeichnung für eine Kneipentour. Pub ist die englische Entsprechung zur deutschen Kneipe, crawl bedeutet „kriechen“ und verweist scherzhaft darauf, dass sich die Tourteilnehmer mit fortschreitendem Verlauf der Veranstaltung infolge ihres Alkoholkonsums nur noch mit Mühe oder gar nur kriechend fortbewegen können. 
Als Fremdwort (mithin als Anglizismus) ist der Ausdruck pub crawl in jüngerer Zeit weit über den englischen Sprachraum hinaus verbreitet und ist heute zumindest in allen  Touristenhochburgen, in denen Englisch als Lingua franca dient, als Bezeichnung für organisierte Führungen durch das örtliche Nachtleben etabliert. Diese Veranstaltungen sind zumeist kostenlos, jedoch wird ein Trinkgeld für den „Reiseleiter“ erwartet, viele Veranstalter erzielen ihren Gewinn indes vor allem durch Vereinbarungen mit den Gastwirten, in deren Etablissements die Trinktouristen geschleust werden.